# Titularbistum Tanudaia
Tanudaia war eine antike Stadt in der römischen Provinz Byzacena bzw. Africa proconsularis in der Sahelregion von Tunesien.
Tanudaia ist ein ehemaliges Bistum der römisch-katholischen Kirche und heute ein Titularbistum.
| Titularbischöfe von Tanudaia |                                      |                                          |                   |                   |
| Nr.                          | Name                                 | Amt                                      | von               | bis               |
| 1                            | John Edgar McCafferty                | Weihbischof in Rochester (USA)           | 5. Januar 1968    | 30. April 1980    |
| 2                            | Wilfredo Manlapaz                    | Weihbischof in Maasin (Philippinen)      | 22. Dezember 1980 | 31. Januar 1986   |
| 3                            | Maximiano Tuazon Cruz                | Weihbischof in Calbayog (Philippinen)    | 10. November 1987 | 20. Dezember 1994 |
| 4                            | Joseph O. Egerega                    | Apostolischer Vikar von Bomadi (Nigeria) | 3. März 1997      | 3. Februar 2013   |
| 5                            | Dante Gustavo Braida                 | Weihbischof in Mendoza (Argentinien)     | 11. April 2015    | 13. Dezember 2018 |
| 6                            | Carlos Eugenio Irarrázaval Errázuriz | Weihbischof in Santiago de Chile (Chile) | 22. Mai 2019      |                   |